# Skallstadens domänreservat
Skallstaden är ett naturreservat med namnet Skallstadens domänreservat i Vara kommun i Västergötland. 
Reservatet är skyddat sedan 1996 och är 13 hektar stort. Det är beläget 15 km nordost om Vara och 10 km söder om Larvs kyrka. Det består av ett lövskogsområde. 

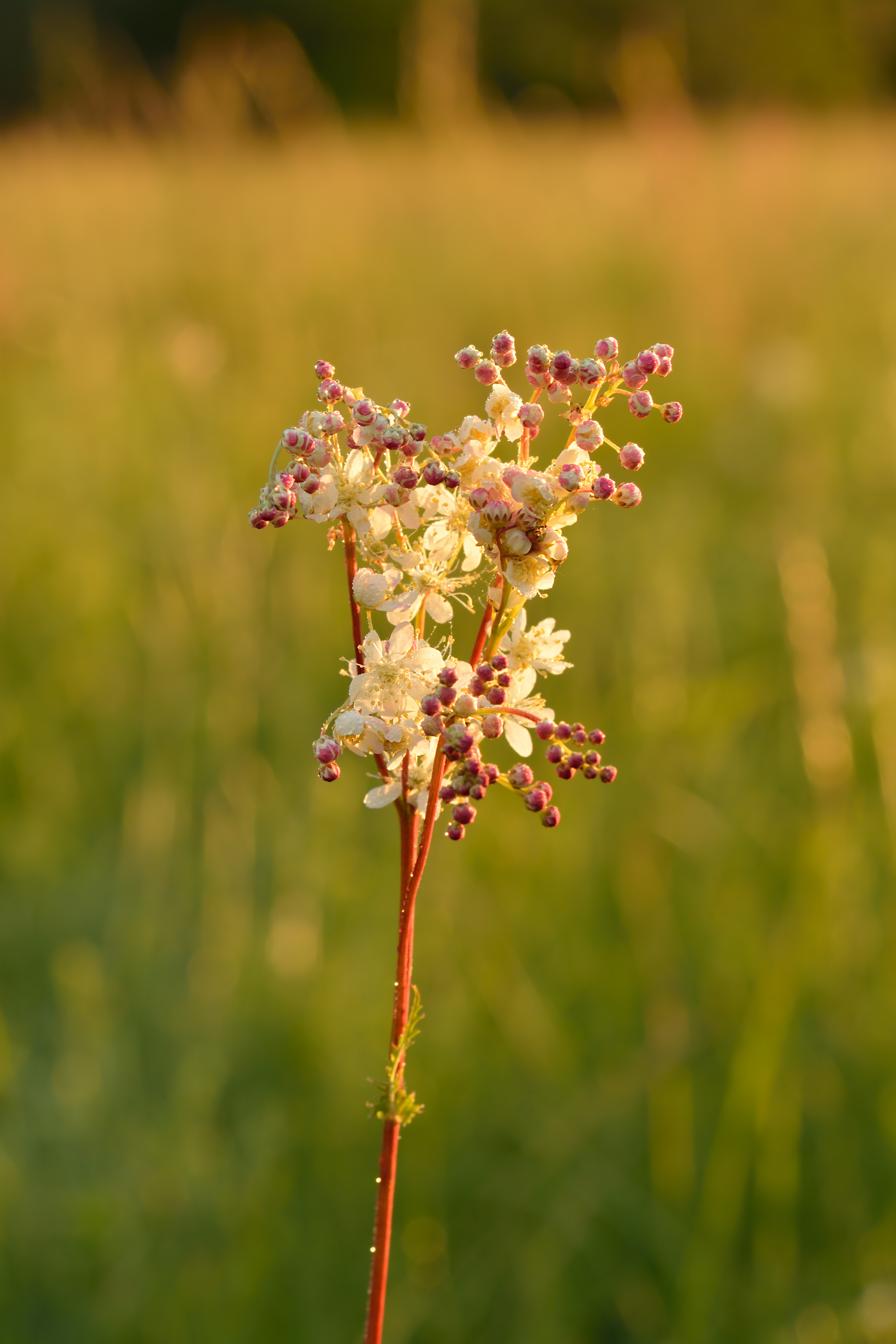
Brudbröd

Marken består delvis av blockig morän med naturligt uppkommen gammal lövskog. Skogen domineras av gammal ek. De äldsta är 200-225 år. Det förekommer även asp, rönn, hassel och tall. Gammal ved förekommer i stor omfattning. I söder finns några fuktiga partier med i huvudsak klibbal och björk. Inom området växer vitsippa, blåsippa, liljekonvalj, brudbröd, stenbär, skogsstjärna, blåbär och lingon. Det förekommer mindre hackspett, sparvuggla, nötkråka och mindre flugsnappare. 